# Philip Snowden

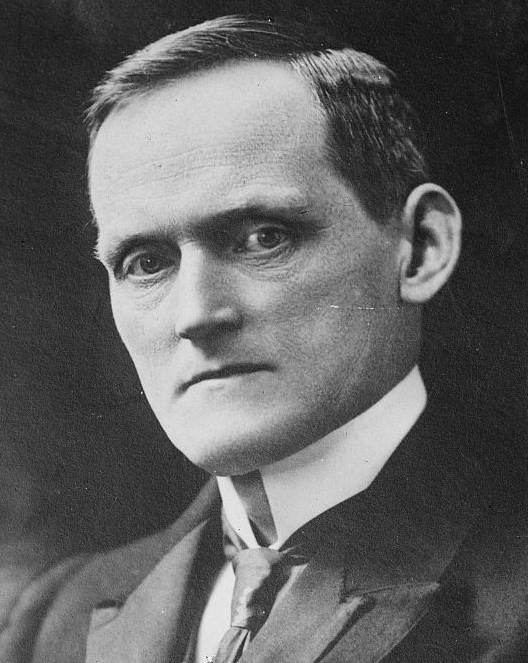
Philip Snowden

Philip Snowden (Cowling, 18 juli 1864 – Tilford, 15 mei 1937) was een Brits sociaaldemocratisch politicus. Hij stamde uit een strenge methodistische familie. Hij volgde een schoolopleiding en was daarna werkzaam als klerk bij de gemeente Cowling. Hij werkte zich op tot journalist en werd lid van de Liberal Party. In de Liberal Party behoorde hij tot de linkervleugel die 'Liberal-Labour' (Liberale-Arbeiders) kandidaten steunde bij de parlementsverkiezingen.
Snowden verliet de Liberal Party en sloot zich aan bij de Independent Labour Party en de Christian Socialist Movement(1894). Hij publiceerde in 1903 met James Keir Hardie, een andere christen-socialist, het pamflet The Christ that is to Be waarin zij blijk gaven van hun christelijk handelen in de politiek.
In 1899 werd Snowden lid van de gemeenteraad van Keightley en in 1906 werd hij in het Lagerhuis gekozen voor de Labour Party. Mede door zijn huwelijk met Ethel Annakin (1903) steunde hij het vrouwenkiesrecht. Hij werd lid van de Mannen Liga voor Vrouwenkiesrecht. Hij schreef in die tijd veel over christen-socialisme, economische kwesties en geheelonthouding van alcohol (hij was een enthousiast lid van geheelonthouders beweging). 
Bij het uitbreken van de Eerste Wereldoorlog nam Snowden een anti-oorlogshouding aan. Dit kostte hem bij de landelijke verkiezingen van 1918 zijn zetel in de House of Commons (Lagerhuis). In 1922 werd hij bij de landelijke verkiezingen gekozen voor het kiesdistrict Colne Vally. In het eerste Labour-kabinet werd Snowden minister van Financiën (1924). Dat was maar van korte duur: het kabinet viel enkele maanden later. In 1929 werd hij opnieuw minister van Financiën onder premier Ramsay MacDonald. De situatie lag nu anders dan in 1924, de wereldwijde economische crisis greep om zich heen. Snowden zag kans om het belastingstelsel te hervormen, de rijken moesten meer belasting betalen, de armen minder. In 1931 kwam hij met het plan om de werkloosheidsuitkering te korten. Dit stuitte op veel kritiek binnen Labour, waarop de regering viel. 
Snowden, Jimmy Thomas en John Sankey traden toe tot de nieuwe 'Nationale Regering' van Ramsay MacDonald. In deze regering zaten ook liberale en conservatieve ministers. Dit stuitte op zoveel weerstand dat de bovengenoemde ministers uit Labour stapten (ze werden officieel geroyeerd) en, met uitzondering van Snowden, toetraden tot MacDonalds nieuwe partij, National Labour. 
In 1931 werd Snowden door koning George V in de adel verheven, dit verschafte hem toegang tot het Hogerhuis. Tot zijn dood in 1937 was hij lid van het Hogerhuis.